# Mattias Persson (ishockeyspelare)
Mattias Persson, född 9 april 1985 i Malmö i Skåne, är en svensk ishockeyspelare som spelar för klubben Rungsted Seier Capital i den danska högstaligan. Han har tidigare spelat i SHL för Luleå HF, samt Malmö Redhawks i både Hockeyallsvenskan & SHL. Han har även representerat IF Troja Ljungby och IK Pantern i Hockeyallsvenskan. Han spelar forward.

## Karriär
Mattias Persson började spela ishockey i sitt ungdomslag IK Pantern. Han spelade sedan med Malmö Redhawks juniorlag J16, J18 och J20. Säsongen 2005-2006 spelade han med IK Panterns A-lag i division 1. Säsongerna 2006-2007 och 2007-2008 spelade han för ett annat lag i division 1, Tingsryds AIF. Han tog sedan klivit upp i Hockeyallsvenskan och klubben IF Troja-Ljungby där han spelade i tre säsonger. Sista säsongen gjorde han 53 poäng på 48 matcher i grundserien och 11 poäng på 9 matcher i kvalserien.
För säsongen 2011-2012 skrev han på kontrakt för två år med Luleå HF. Det blev dock bara ett år; den 29 mars 2012 meddelades det att Mattias Persson skrivit på för Malmö Redhawks för tre år.

## Meriter
- Division 1 - Flest mål för forwards 2008
- Division 1 (Allettan södra) - Bästa plus/minus 2007
- J20 SuperElit SM-silver 2004
- J20 SuperElit SM-silver 2002

## Klubbar
- Rungsted Seier Capital 2017- Metal Ligaen
- Malmö Redhawks 2000 - 2005 J20 SuperElit, J18 Allsvenskan, U16 SM, 2012-2015 Hockeyallsvenskan, 2015-2016 SHL
- IK Pantern 2005 - 2006 Division 1 2016-2017 Hockeyallsvenskan
- Tingsryds AIF 2006 - 2008 Division 1
- IF Troja-Ljungby 2008 – 2011 Hockeyallsvenskan
- Luleå HF 2011 – 2012 Elitserien